# 中遠兩灣城

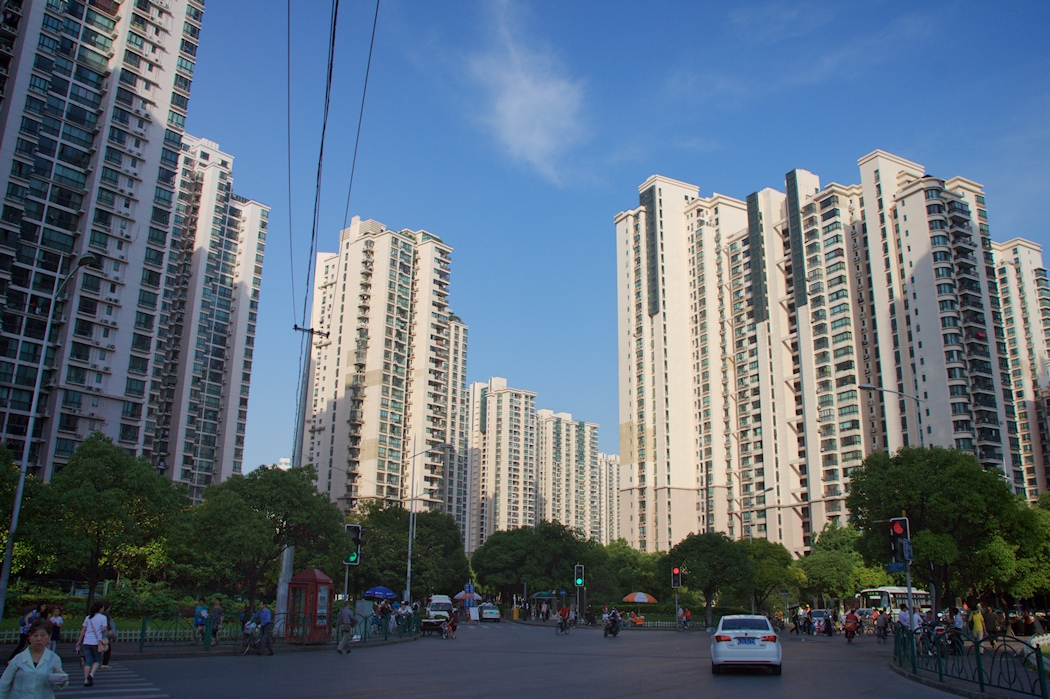
中远两湾城

中遠兩灣城是位於中华人民共和国上海市普陀區宜川路街道的一個大型居住区，也是上海內環綫内规模最大的居住区。中遠兩灣城占地49.5万平方米，总建筑面积为160万平方米，居民楼96栋，居住户数约1万余户，居住人口超过3万人。

## 歷史

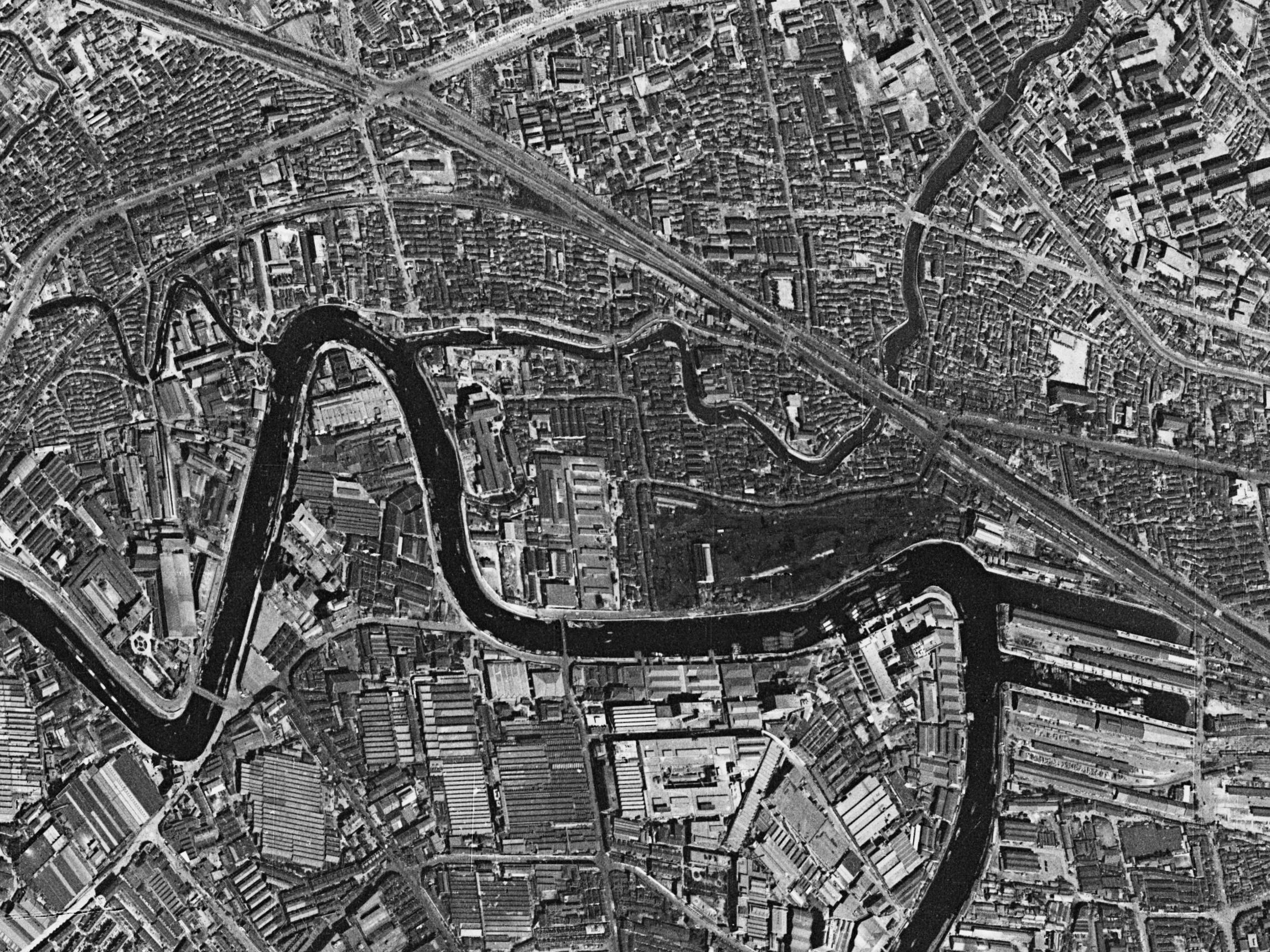
原两湾一宅区域卫星图（1966年）

中遠兩灣城原為两湾（潘家湾、潭子湾）一宅（王家宅）地塊，位于中山北路以南、苏州河以北、恒丰路斜拉桥以西、光复西路以东，总占地面积49.5公顷，是上海内环线内最大、最集中的棚户区。棚户区内居住万余户居民，企事业单位147多家，人口密度高，配套设施差，环境污染严重。
1998年，“两湾一宅”被正式列入上海市区“365”危棚简屋改造范围。同年6月25日，普陀区政府与中远（上海）置业发展有限公司正签订合作开发协议，中远置业公司投入改造资金66.6亿元。8月10日，前期动迁工作开始。整个动迁分三期进行，第一期动迁王家宅地块，第二期动迁潭子湾地块，第三期动迁潘家湾地块。拆遷工程历时10个月，完成了近万户居民动迁。原居民大多动迁到桃浦镇的紫藤苑。兩灣一宅拆遷工程创造了上海动迁投资最大、面积最大、人口密度最高的多项历史记录。
拆遷工程完成後，中远（上海）置业发展有限公司在“两湾一宅”原址開發“中远两湾城”，总建筑面积160万平方米，共分四期开发。1999年7月，一期工程开工建设。2006年2月，中远两湾城全面竣工，共建有居民楼96栋，均为高层建筑，其中第四期名為“璀璨天城”。
2003年起，一年一度的上海苏州河城市龙舟国际邀请赛會在在苏州河中远两湾城及梦清园水域举行。

## 群租
中遠兩灣城建成後，群租以及二房東轉租現象嚴重，外界稱之為“上海群租最严重的小区”，而中遠兩灣城的群租也多次引發了打架事件。两湾城的二房东以福建人居多，不少福建人就租住中遠兩灣城，以收租为职业，並形成一个以地缘、血缘为纽带的团体，不仅非常团结，还具有某些黑社会的做派。

## 物業
2008年，中远两湾城成立第一届业委会，並与上海中远物业管理发展有限公司签订了临时服务合同。中远物业是开发商留下的物业公司。後來中遠兩灣城出現硬件设施老化、年久失修、停车位稀缺等問題。业主因此逐漸對中远物业不滿，中遠兩灣城第一、二届业委会在对物业进行审计的过程中發現无须业主承担的费用却被纳入物业费。另外物業的收益账目不清。2019年12月，中遠兩灣城选举产生第三届业委会。2020年10月，中远两湾城第三届业委会召开了一次业主大会後，向中远两湾城的物業公司中远物业发函，要求配合审计，但遭到物業拒绝。2021年2月，万科物业进驻中遠兩灣城，中远物业退出。2021年2月22日，中遠兩灣城業委會向普陀区人民法院起訴中遠物業。2023年1月31日，普陀区人民法院判决中远物业应返还全体中远两湾城业主共计人民币4000万元。

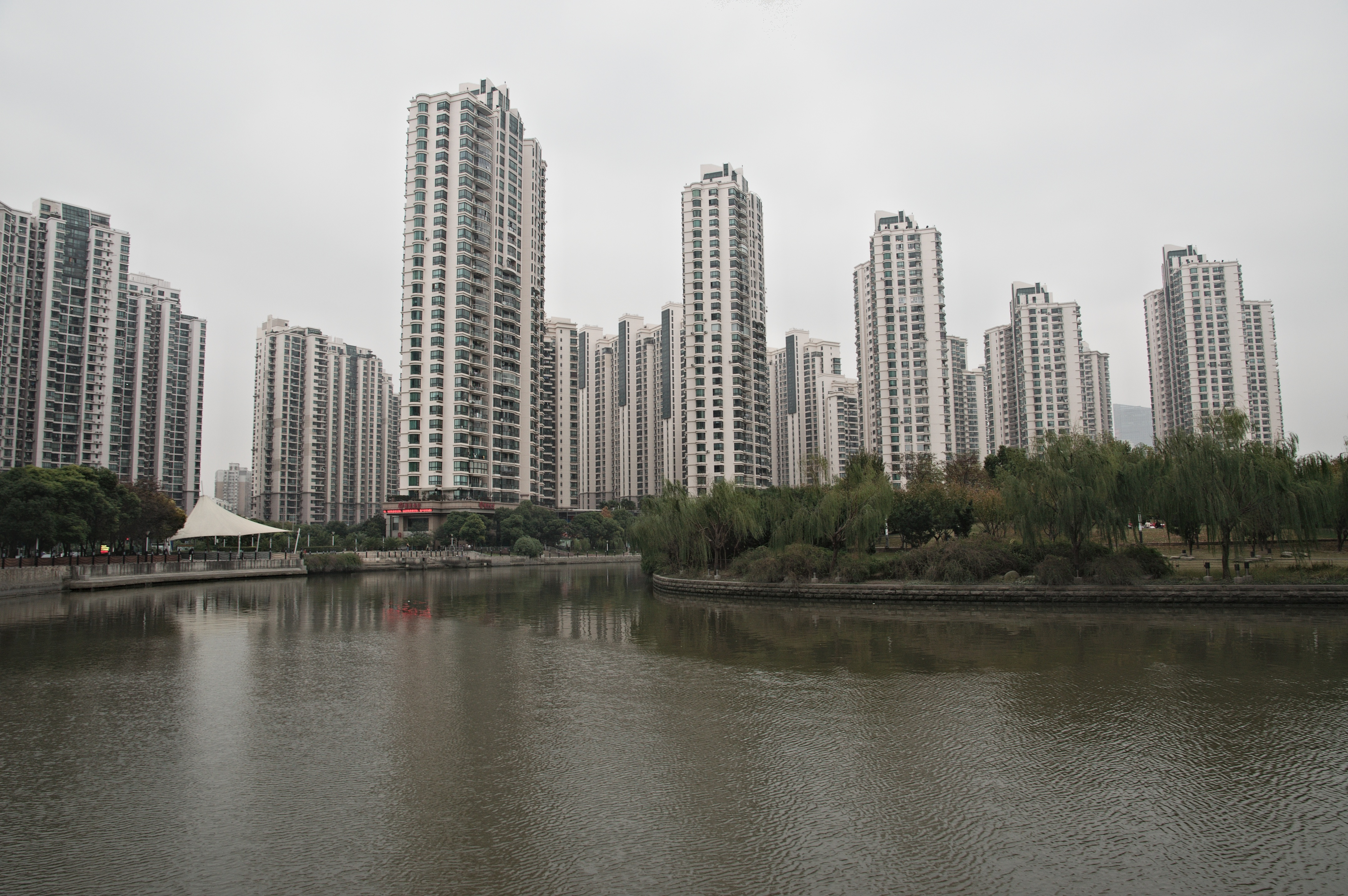
中遠兩灣城
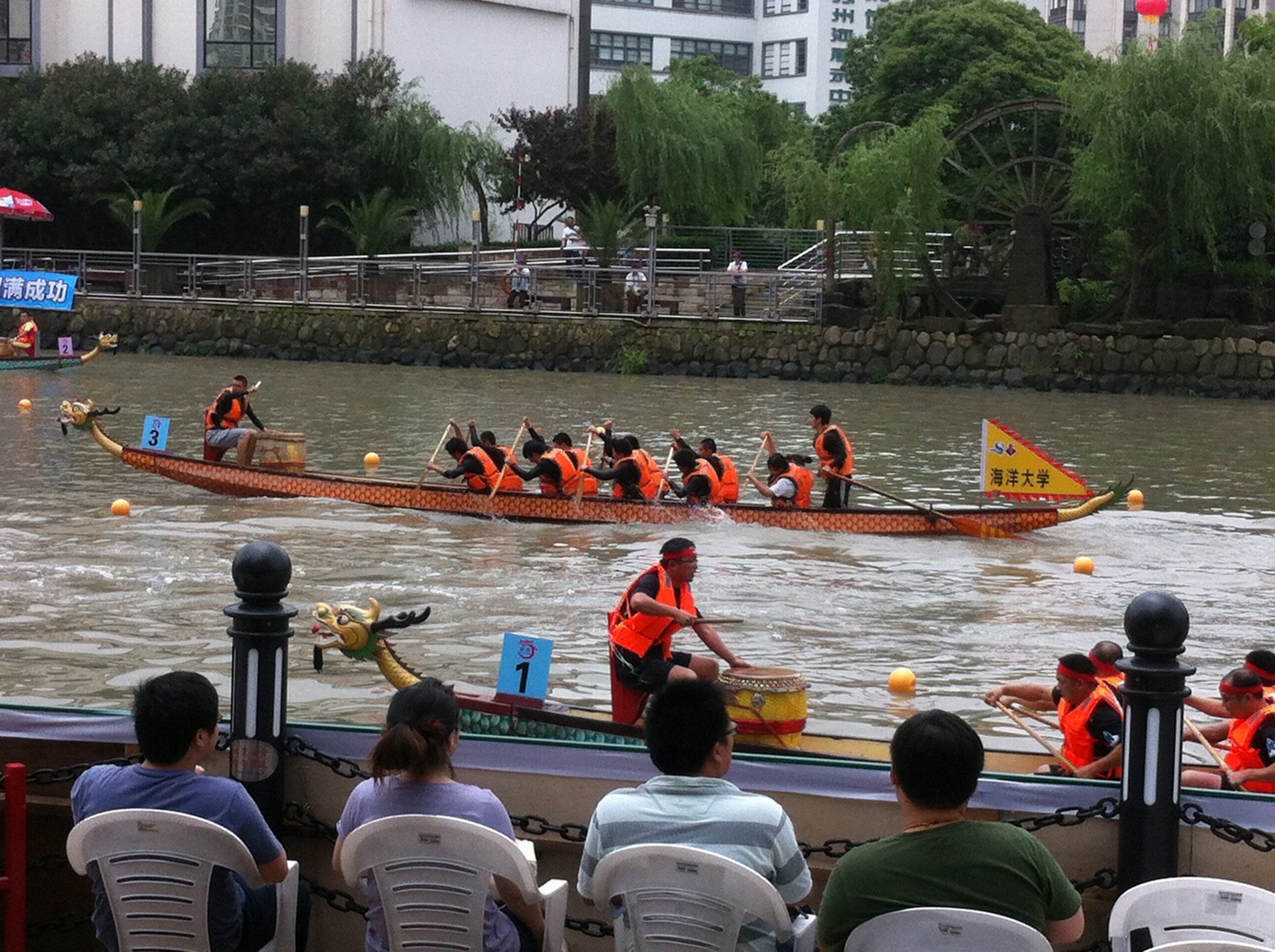
上海苏州河城市龙舟国际邀请赛

## 交通
轨道交通3号线、4号线中潭路站。